# Caio Valério Potito
Caio Valério Potito (em latim: Caius Valerius Potitus) foi um político da gente Valéria nos primeiros anos da República Romana, eleito tribuno consular em 370 a.C.. Era filho de Lúcio Valério Potito (cônsul em 449 a.C.), cônsul em 449 a.C., e irmão de Caio Valério Potito Voluso, cônsul em 410 a.C. e tribuno consular em 415, 407 e 404 a.C., e de Lúcio Valério Potito, tribuno consular em 414, 406, 403, 401 e 398 a.C.. Caio Valério Potito Flaco, cônsul em 331 a.C., e Lúcio Valério Potito eram seus filhos.

## Segundo tribunato consular (370 a.C.)
Em 370 a.C., Lúcio Fúrio foi eleito pela última vez, com Sérvio Sulpício Pretextato, Lúcio Fúrio Medulino Fuso, Aulo Mânlio Capitolino, Sérvio Cornélio Maluginense e Públio Valério Potito Publícola.
As eleições em Roma foram interrompidas por um período de cinco anos, durante os quais não se elegerem tribunos consulares, principalmente por causa do veto imposto pelos tribunos da plebe Caio Licínio Calvo Estolão e Lúcio Sêxtio Laterano e a causa foi o ataco dos veletros a Túsculo, uma cidade aliada de Roma. Os romanos conseguiram expulsar os atacantes em sua própria cidade, que foi cercada, mas não foi possível capturá-la.